# Liste des évêques de Sessa Aurunca

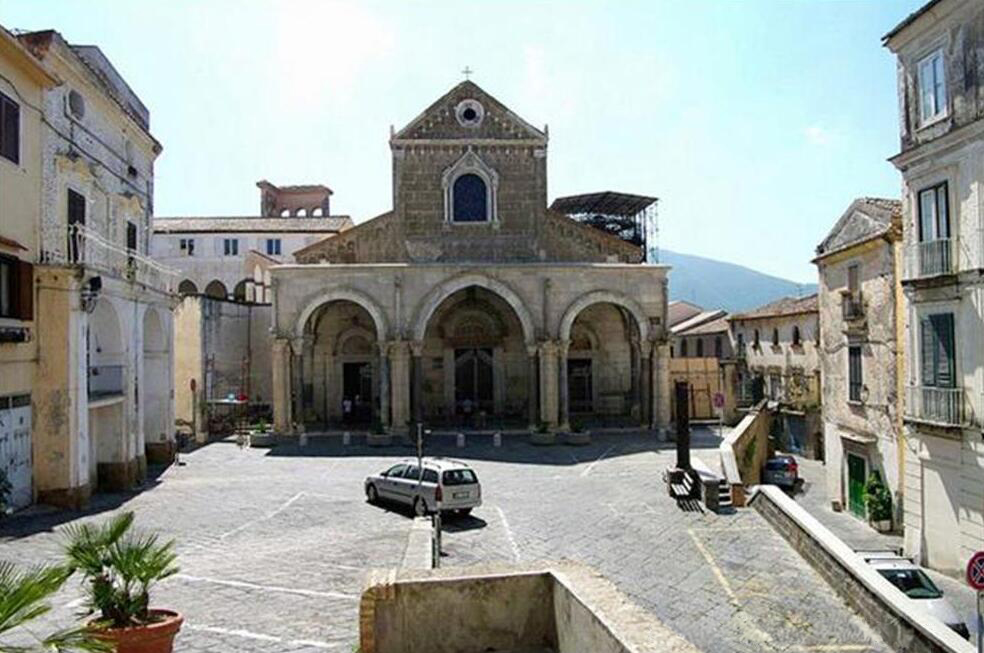
La cathédrale de Sessa Aurunca.

Cette liste recense les évêques qui se sont succédé sur le siège du diocèse de Sessa Aurunca.

## Évêques de Sessa Aurunca
- Fortunato (496-502)
- Giovanni Ier (mentionné en 998/999)
- Benedetto Ier (1032-1059)
- Milone, O.S.B (1071- ?)
- Benedetto II (mentionné en 1092
- Giacomo, O.S.B (début du XIIe siècle)
- Giovanni II, O.S.B (mentionné en 1113)
- Gregorio, O.S.B (mentionné en 1120)
- Gaufredo (mentionné en 1126)
- Roberto (mentionné en 1144)
- Riso (mentionné en 1160)
- Evreo (1171-1197)
- Anonyme (mentionné en 1215)
- Anonyme (mentionné en 1222)
- Pandolfo (documenté en 1224 et en 1225)
- Anonyme (mentionné comme évêque élu en 1237)
- Giovanni III (documenté en 1248 et en 1283)
- Roberto de Asprello (mentionné en 1284)
- Guido (1297- ?)
- Deodato Piccino, O.P (mentionné en 1299)
- Roberto III (1301-1309)
- Bertrando (1309-1323)
- Giacomo Matrizi (1326-1330)
- Giovanni de Paolo (1330- ?)
- Ugo, O.F.M (1331-1343)
- Alessandro de Miro (1344-1350)
- Giacomo Petrucci, O.F.M.Conv (1350-1356)
- Enrico de' Grandoni, O.P (1356-1363)
- Matteo de' Bruni, O.P (1363-1383), déposé
- Filippo de Toralto (1383-1392)
- Antonio, O.Cist (1392-1402)
- Domenico (1402-1417)
- Gentile Maccafani (1418-1425)
  - Giovanni Berardi (1425-1426), administrateur apostolique
- Giacomo Martini (1426-1462)
- Angelo Gerardini (1463-1486)
- Pietro Ajossa (1486-1492)
- Giovanni Furacapra (1493-1499)
- Martino Zapata (1499-1505)
- Francesco Sinibaldi (1505-1507)
- Francesco Guastaferro (1505-1543)
- Tiberio Crispo (1543-1546)
- Bartolomeo Albani (1546-1552), nommé archevêque de Sorrente
- Galeazzo Florimonte (1552-1565)
  - Tiberio Crispo (1565-1566), administrateur apostolique
- Giovanni Placido (1566-1591)
- Alessandro Riccardi (1591-1604)
- Fausto Rebagli (1604-1624)
- Ulisse Gherardini della Rosa (1624-1670)
- Tommaso d'Aquino, C.R (1670-1705)
- Raffaele Maria Filamondo, O.P (1705-1706)
- Francesco Gori (1706-1708)
  - Siège vacant (1708-1718)
- Luigi Maria Macedonio, C.M (1718-1727)
- Francesco Caracciolo, O.F.M (1728-1757)
- Francesco Granata (1757-1771)
- Baldassarre Vulcano, O.S.B (1771-1773)
- Antonio de Torres, O.S.B (1773-1779)
  - Siège vacant (1779-1792)
- Emanuele Maria Pignone del Carretto, O.E.S.A (1792-1796)
- Pietro de Felice (1797-1814)
  - Siège vacant (1814-1818)
- Bartolomeo Varrone (1818-1832)
- Paolo Garzilli (1832-1845)
- Giuseppe Maria d'Alessandro (1845-1848)
- Ferdinando Girardi, C.M (1848-1866)
  - Siège vacant (1866-1872)
- Raffaele Gagliardi (1872-1880)
- Carlo de Caprio (1880-1887)
- Giovanni Maria Diamare (1888-1914)
- Fortunato de Santa (1914-1938)
- Gaetano De Cicco (1939-1962)
- Vittorio Maria Costantini, O.F.M.Conv (1962-1982)
- Raffaele Nogaro (1982-1990), nommé évêque de Caserte
- Agostino Superbo (1991-1994), nommé évêque d'Altamura-Gravina-Acquaviva delle Fonti
- Antonio Napoletano, C.Ss.R (1994-2013)
- Orazio Francesco Piazza (2013-2022), nommé évêque de Viterbe
- Giacomo Cirulli 2022 (administrateur apostolique)
- Giacomo Cirulli (2023- )

## Sources
- « Diocese of Sessa Aurunca, Catholic-Hierarchy »

- (it) Cet article est partiellement ou en totalité issu de l’article de Wikipédia en italien intitulé « Diocesi di Sessa Aurunca » (voir la liste des auteurs).